# Tomás Pineda Nieto
Tomás Pineda Nieto   (Santa Ana, 21 de gener de 1946) és un exfutbolista salvadorenc de la dècada de 1970. Fou internacional amb la selecció del Salvador. Pel que fa a clubs, destacà a Alianza FC i CD Luis Angel Firpo.